# ISO 3166-2:MU
ISO 3166-2:MU es la entrada para Mauricio en ISO 3166-2, parte de los códigos de normalización ISO 3166 publicados por la Organización Internacional de Normalización (ISO), que define los códigos para los nombres de las principales subdivisiones (p.ej., provincias o estados) de todos los países codificados en ISO 3166-1.
En la actualidad, para Mauricio los códigos ISO 3166-2 se definen para 3 dependencias y 9 distritos.
Cada código consta de dos partes, separadas por un guion. La primera parte es MU, el código ISO 3166-1 alfa-2 para Mauricio. La segunda parte tiene dos letras.

## Códigos actuales
Los nombres de las subdivisiones se ordenan según el estándar ISO 3166-2 publicado por la Agencia de Mantenimiento ISO 3166 (ISO 3166/MA).
Pulsa sobre el botón en la cabecera para ordenar cada columna.
| Código | Nombre de la subdivisión (es)                                       | Categoría de la subdivisión |
| ------ | ------------------------------------------------------------------- | --------------------------- |
| MU-AG  | Agalega                                                             | dependencia                 |
| MU-CC  | Cargados Carajos Shoals(la variante local es Saint Brandon Islands) | dependencia                 |
| MU-RO  | Rodrigues                                                           | dependencia                 |
| MU-BL  | Black River                                                         | distrito                    |
| MU-FL  | Flacq                                                               | distrito                    |
| MU-GP  | Grand Port                                                          | distrito                    |
| MU-MO  | Moka                                                                | distrito                    |
| MU-PA  | Pamplemousses                                                       | distrito                    |
| MU-PW  | Plaines Wilhems                                                     | distrito                    |
| MU-PL  | Port Louis                                                          | distrito                    |
| MU-RR  | Rivière du Rempart                                                  | distrito                    |
| MU-SA  | Savanne                                                             | distrito                    |

## Cambios
Los siguientes cambios de entradas han sido anunciados en los boletines de noticias emitidos por el ISO 3166/MA desde la primera publicación del ISO 3166-2 en 1998, cesando esta actividad informativa en 2013.
| Informe                       | Fecha de emisión | Descripción del cambio reportado                                                                                                 | Cambio de código o subdivisión                                                                                                |
| ----------------------------- | ---------------- | --- | --- |
| Boletín I-4                   | 2002-12-10       | Error corregido: uso duplicado de un elemento de código. Se reordenan las categorías de las subdivisiones en la cabecera         | Códigos: (corrección de uso duplicado) Port Louis (ciudad): MU-PL → MU-PU                                                     |
| Plataforma en línea de la ISO | 2020-11-24       | Se suprimen las ciudades MU-BR, MU-CU, MU-PU, MU-QB, MU-VP; Se actualiza el origen de la lista; Corrección del origen del código | Suprimidos:MU-BR (Beau Bassin-Rose Hill), MU-CU (Curepipe), MU-PU (Port Louis), MU-QB (Quatre Bornes), MU-VP (Vacoas-Phoenix) |